# Katedra w Wakefield
Katedra w Wakefield (ang. Wakefield Cathedral, lub Kościół katedralny Wszystkich Świętych, ang. Cathedral Church of All Saints) – świątynia znajduje się w mieście Wakefield, w hrabstwie West Yorkshire, w Anglii. Jest to jedna z trzech współkatedr anglikańskiej diecezji Leeds i siedziba biskupa Leeds. Pierwotnie był to kościół parafialny, ma anglosaskie początki i po rozszerzeniu i przebudowie ma najwyższą wieżę w Yorkshire. Jej 247-stopowa (75-metrowa), iglica jest najwyższą budowlą w mieście Wakefield.

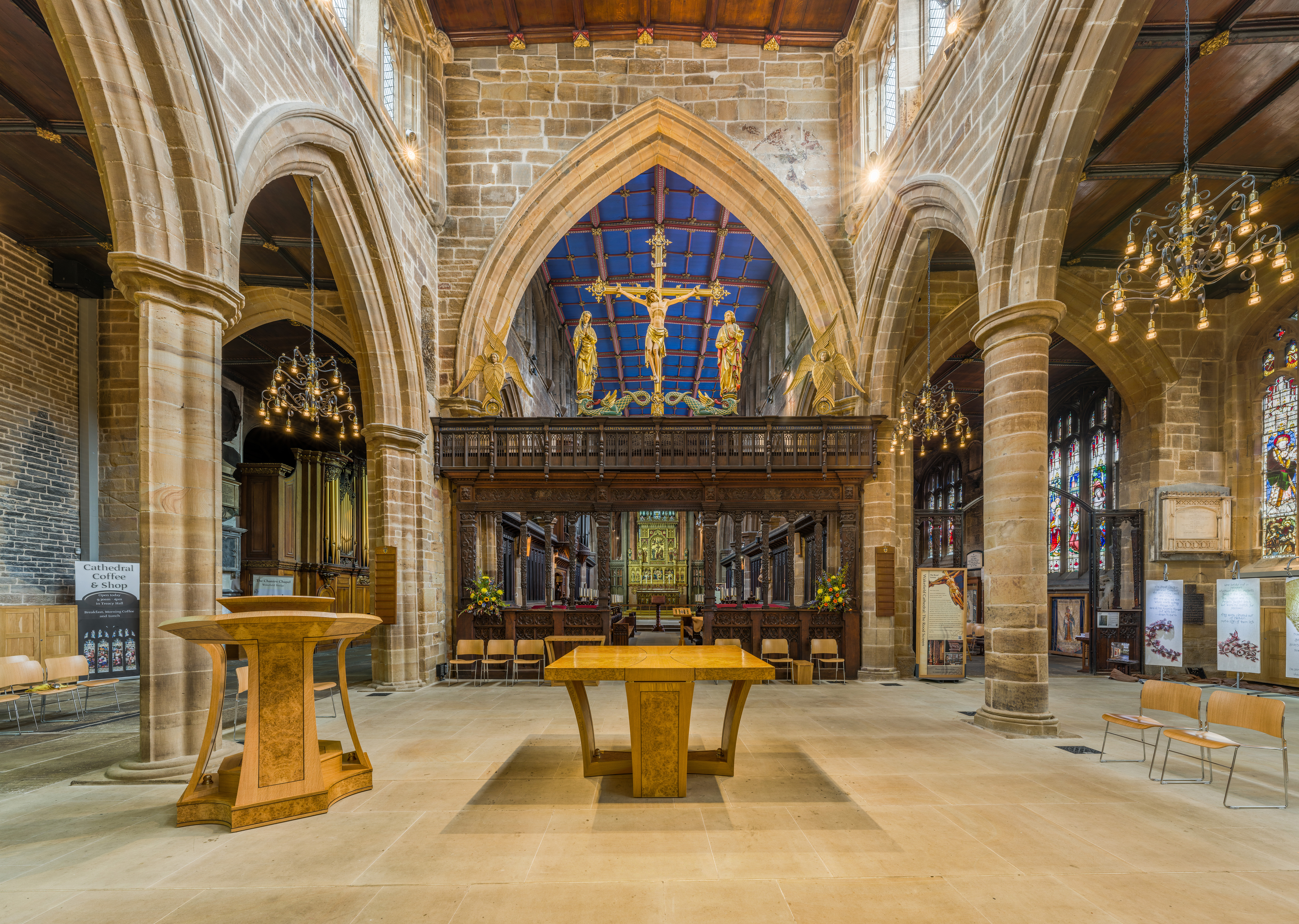
Wnętrze katedry

Kościół parafialny aż do 1888 roku. Duży wertykalny (Perpendicular Style) kościół z południową kruchtą (mającą dobrze wykutą bramę) i dużą zachodnią wieżą o 4 przęsłach z narożnymi przyporami i bardzo wysoką żabkowaną iglicą za gzymsem z żabkowanymi narożnymi szczytami; wczesny XV wiek, przebudowana podczas restauracji w latach 1858-1874 przez Sir George'a Gilberta Scotta, który odrestaurował całą zewnętrzną stronę kościoła do jego późnośredniowiecznego wyglądu: mur ciosowy ze schodkowymi przyporami poniżej żabkowanych szczytów arkadowego gzymsu; duże okna z kilkoma pulpitowymi maswerkami panelu, prezbiterium (obecnie chór muzyczny) z późnego XV wieku, kilka starszych prac wewnątrz obejmuje: filary nawy głównej z XII i XIII wieku oraz arkady i łuki w prezbiterium z początku XIV wieku. Drewniany dach zastępuje zawalone kamienne sklepienie. Rozszerzenia od strony wschodniej transeptu, prezbiterium i kaplicy w stylu retro w 1904 roku przez F.L. Pearsona prawdopodobnie na podstawie projektu J.L. Pearsona. Kamienny dach sklepieniowy i dobre drewniane lektorium. Lektorium z XVII wieku z nowoczesnym krucyfiksem zaprojektowane przez Sir Niniana Campera. Chrzcielnica z połowy XVII wieku; ambona z 1708 roku. Stalle datowane na XV wiek, niektóre z mizerykordiami. Piękna kolekcja tabliczek kościelnych na wystawie. Szafa organowa z 1743 roku. Pomnik Sir Lyona Pilkingtona z około 1700 roku, półleżąca postać w barokowym ułożeniu. Inne tablice pamiątkowe z XVIII i początku XIX wieku.